# Thraupis
Thraupis – rodzaj ptaków z podrodziny tanagr (Thraupinae) w rodzinie tanagrowatych (Thraupidae).

## Zasięg występowania
Rodzaj obejmuje gatunki występujące w Ameryce.

## Morfologia
Długość ciała 13–18 cm; masa ciała 17,1–55 g.

## Systematyka

### Etymologia
Thraupis: gr. θραυπις thraupis – niezidentyfikowany mały ptak, być może typ jakiejś zięby, wspomniany przez Arystotelesa. W ornitologii thraupis oznacza „tanagrę”.

### Podział systematyczny
Takson ponownie wyodrębniony z Tangara. Do rodzaju należą następujące gatunki:
- Thraupis glaucocolpa Cabanis, 1851 – tangarka sina
- Thraupis cyanoptera (Vieillot, 1817) – tangarka lazurowoskrzydła
- Thraupis abbas (Deppe, 1830) – tangarka żółtoskrzydła
- Thraupis ornata (Sparrman, 1789) – tangarka chabrowa
- Thraupis palmarum (zu Wied-Neuwied, 1821) – tangarka palmowa
- Thraupis episcopus (Linnaeus, 1766) – tangarka niebieska
- Thraupis sayaca (Linnaeus, 1766)– tangarka modroskrzydła